# Fédération du Mali
Pour les articles homonymes, voir Mali (homonymie).
1959–1960
Entités précédentes :
- Sénégal
- République soudanaise

Entités suivantes :
- Sénégal
- Mali

La fédération du Mali est un État éphémère qui a existé entre avril 1959 et septembre 1960. Il a rassemblé d'abord le Sénégal, la République soudanaise (actuel Mali), la Haute-Volta (actuel Burkina Faso) et le Dahomey (actuel Bénin), puis uniquement le Sénégal et le Mali.

## Histoire

### L'aspiration fédéraliste des pays africains
Après l'adoption de la loi-cadre Defferre du 23 juin 1956 et la disparition de l'Afrique-Occidentale française (AOF) et l'Afrique-Équatoriale française (AEF), le débat sur le fédéralisme divise la classe politique africaine. Ainsi, lors du congrès du Rassemblement démocratique africain (RDA) au collège technique de Bamako entre le 25 et le 30 septembre 1957, Félix Houphouët-Boigny et la section ivoirienne du parti défendent contre le reste des cadres une indépendance de chaque pays africain vis-à-vis des autres.
Le 15 février 1958, les partis africains réunis au palais Bourbon à Paris refusent de s'unir sous la bannière du RDA et fondent à Dakar le 28 mars, face au RDA, le Parti du regroupement africain (PRA), partisan d'une unité fédérale africaine. Le 5 avril suivant, les élus du RDA au Grand Conseil votent en faveur de la création d'un exécutif fédéral, suscitant la colère de la Côte d'Ivoire, mais obtenant le soutien du guinéen Sékou Touré.
Revenu au pouvoir en mai 1958, Charles de Gaulle met sur pied avec Félix Houphouët-Boigny la Communauté française, unissant la France et ses anciennes colonies sans satisfaire pleinement les nationalistes africains, qui réclament l'indépendance totale et immédiate lors du congrès du PRA des 25, 26 et 27 juillet 1958 au centre international Unafrica de Cotonou.

### Naissance de la Fédération du Mali
À la conférence de Bamako des 29 et 30 décembre 1958 initiée par Gabriel d'Arboussier, les représentants du Sénégal, du Soudan français, de la Haute-Volta et du Dahomey écrivent l'acte de naissance de la Fédération du Mali, suivi le 14 janvier 1959 au palais du Grand Conseil de l’AOF, par la tenue de l'Assemblée constituante de la nouvelle Fédération. Celle-ci est ouverte par le discours du sénateur‑maire de Dakar, Lamine Guèye : « Notre réunion, dans cette salle des délibérations du Grand Conseil, est un acte de foi dans le destin d'une Afrique forte de l'union de tous ses membres sans discrimination d'aucune sorte. ». Mahamane Alassane Haïdara prend ensuite la parole au nom de la République soudanaise, suivi de Maurice Yaméogo, président de l'Assemblée constituante de Haute-Volta, et du Sénégalais Léopold Sédar Senghor, qui évoque un Commonwealth à la française. Le président de l'Assemblée constituante fédérale est le Soudanais Modibo Keita, ses vice-présidents Maurice Yaméogo et Louis Guillabert.
Présentée par Doudou Thiam, la constitution de la Fédération est approuvée à l'unanimité par les 44 délégués des 4 États le 17 janvier 1959, puis adoptée par les Soudanais et les Sénégalais les 21 et 22 janvier, alors que la Haute-Volta et le Dahomey se retirent, dissuadés par la France et par la Côte d'Ivoire qui crée avec eux le Conseil de l'Entente.
Le 4 avril suivant, Senghor préside l’Assemblée fédérale du Mali qui modifie la constitution fédérale et désigne le président, le Soudanais Modibo Keïta, et le vice-président, le Sénégalais Mamadou Dia, du gouvernement fédéral, formé le 15 avril, avec 4 ministres de chacun des deux pays membres.
Le 15 mai 1959, de Gaulle reçoit Keïta à l'Élysée et reconnaît la Fédération du Mali au sein de la Communauté. Puis, le président français répond favorablement le 13 décembre devant l’Assemblée fédérale siégeant à Dakar, à la requête de transfert des pouvoirs de la communauté à la Fédération formulée le 29 septembre précédent. Les négociations ouvertes à l'hôtel de Matignon le 18 janvier 1960 aboutissent à la signature le 4 avril des accords sur l'indépendance de la Fédération, proclamée officiellement le 20 juin 1960 à minuit à l'Assemblée fédérale, par son président Léopold Sédar Senghor.

### L'éclatement de la Fédération du Mali
Durant l’été, les dissensions entre Sénégalais et Soudanais se font jour sur leurs conceptions politiques et les nominations. Puis, le 18 août 1960, sur ordre de Keïta qui n'en n'informe pas Félix, le colonel Soumaré, chef des forces armées, mobilise les unités de l’armée malienne stationnées à Podor et Bignona pour sécuriser le prochain scrutin présidentiel, les Soudanais craignant une sécession des Sénégalais, qui eux, redoutent un coup de force soudanais. Le conseil des ministres extraordinaire du lendemain, en présence d'un seul ministre sénégalais, décharge Dia de ses fonctions et décrète l’état d’urgence.
En réponse, Senghor et Dia, soutenus par la gendarmerie dirigée par les Sénégalais, font arrêter le colonel Soumaré le 20 août par le commandant de la Garde républicaine sénégalaise. Le soir même, les députés sénégalais votent l'indépendance du Sénégal et l'état d’urgence, faisant reconduire le lendemain à la frontière, Modibo Keïta et les représentants soudanais présents à Dakar.
Le 22 septembre 1960, Modibo Keïta proclame l’indépendance de la République soudanaise qui devient la république du Mali. De fait, cette proclamation est la reconnaissance de l’indépendance sénégalaise puisque le Soudan se retrouvait seul au sein de la Fédération depuis le départ du Sénégal le mois précédent. Le 22 septembre 1960 est aussi le jour de l’entrée en vigueur de la constitution malienne de la nouvelle république du Mali. Sénégal et Mali rentrent tous les deux chacun de leur côté à l’ONU le 28 septembre 1960.

## Drapeau
Son drapeau est composé de trois bandes verte, or, rouge verticales et égales. Il porte un kanaga noir (masque dogon) en son centre. Le schéma du drapeau est le même que celui du drapeau du Soudan français et de la République soudanaise, seules les couleurs ayant été changées, les trois couleurs panafricaines remplaçant celles du drapeau français.